# Godočelje
Godočelje (cyr. Годочеље) – wieś w Czarnogórze, w gminie Petnjica. W 2011 roku liczyła 317 mieszkańców.